# 秋山隆之
秋山隆之（あきやま たかゆき、1970年5月24日 - ）は、新潟県三条市出身の元サッカー選手、サッカー指導者。

## 来歴
秋田経法大付属高校、立正大学を経て1993年にJリーグ名古屋グランパスエイトに入団し、新潟県出身者初のJリーガーとなるが、リーグ戦等の出場機会に恵まれず同年限りで現役を引退。
引退後は母校でもある立正大学体育会サッカー部監督に就任し、安英学らを育成。その後、ジェフユナイテッド市原・千葉の強化部育成普及部を経て、出身地の新潟医療福祉大学サッカー部監督に就任。
現在は新潟医療福祉大学(男子・女子)サッカー部部長、又同校教員として健康スポーツ学科の准教授を務めている。

## 所属クラブ
- 1986年-1988年 秋田経法大付属高校
- 1989年-1992年 立正大学
- 1993年 名古屋グランパスエイト

## 個人成績
| 国内大会個人成績 | 国内大会個人成績 | 国内大会個人成績 | 国内大会個人成績 | 国内大会個人成績 | 国内大会個人成績 | 国内大会個人成績 | 国内大会個人成績  | 国内大会個人成績 | 国内大会個人成績 | 国内大会個人成績 | 国内大会個人成績 |
| 年度             | クラブ           | 背番号           | リーグ           | リーグ戦         | リーグ戦         | リーグ杯         | リーグ杯          | オープン杯       | オープン杯       | 期間通算         | 期間通算         |
| 年度             | クラブ           | 背番号           | リーグ           | 出場             | 得点             | 出場             | 得点              | 出場             | 得点             | 出場             | 得点             |
| 日本             | 日本             | 日本             | 日本             | リーグ戦         | リーグ戦         | リーグ杯         | リーグ杯          | 天皇杯           | 天皇杯           | 期間通算         | 期間通算         |
| ---------------- | ---------------- | ---------------- | ---------------- | ---------------- | ---------------- | ---------------- | ----------------- | ---------------- | ---------------- | ---------------- | ---------------- |
| 1993             | 名古屋           | -                | J                | 0                | 0                | 0                | 0                 |                  |                  |                  |                  |
| 通算             | 日本             | 日本             | J                | 0                | 0                | 0                | 0\|\|\|\|\|\|\|\| |                  |                  |                  |                  |
| 総通算           | 総通算           | 総通算           | 総通算           | 0                | 0                | 0                | 0\|\|\|\|\|\|\|\| |                  |                  |                  |                  |

## 指導歴
- 立正大学体育会サッカー部 監督
- ジェフユナイテッド市原・千葉 強化部、育成普及部
- 新潟医療福祉大学サッカー部 監督
- 新潟医療福祉大学 男子・女子サッカー部 部長